# Psylla changli
Psylla changli är en insektsart som beskrevs av Yang och Li 1981. Psylla changli ingår i släktet Psylla och familjen rundbladloppor. Inga underarter finns listade i Catalogue of Life.